# جيف كارول (أستاذ جامعي)
جيف كارول (بالإنجليزية: Jeff Carroll)‏ هو عالم وعالم أعصاب أمريكي، ولد في 28 أغسطس 1977.